# 三河旭站
三河旭站（日语：／ Mikawa-Asahi eki */?）是一座位於愛知縣碧南市志貴崎町1丁目，名古屋鐵道（名鐵）三河線的車站（廢站）。

## 歷史
在三河鐵道從大浜港站（現時：碧南站）延伸至平坂方向之際，當初考慮到運送旅客前往玉津浦海灘，因此鐵路走線計劃沿海岸敷設至西尾鐵道的港前站。
另一在同一時期，棚尾町（也有說法是旭村）向三河鐵道展開遊說活動，於町內設置車站，更提出向三河鐵道提供土地。受到資金週轉困難的三河鐵道接受了這個提案，便把走線變更，於大濱港站南邊設置玉津浦站後，於東邊設置三河旭站，使鐵路走線呈S形。
由於這個獨特線形，曾經若乘客於三河旭站錯過上行列車的話，可利用單車前往3個後的碧南站或4個後的新須磨站（現時：碧南中央站），以追回錯過的列車。這是由於列車會在碧南站進行列車交會而停靠一段時間（三河旭至新須磨之間的直線距離約為2.1公里，在當年沒有交通燈的情況下，使用單車的行車時間約為8分鐘。而列車行走該S形路段的距離為3.9公里，連同於碧南站進行交會，所需時間為10至11分鐘）。

### 年表

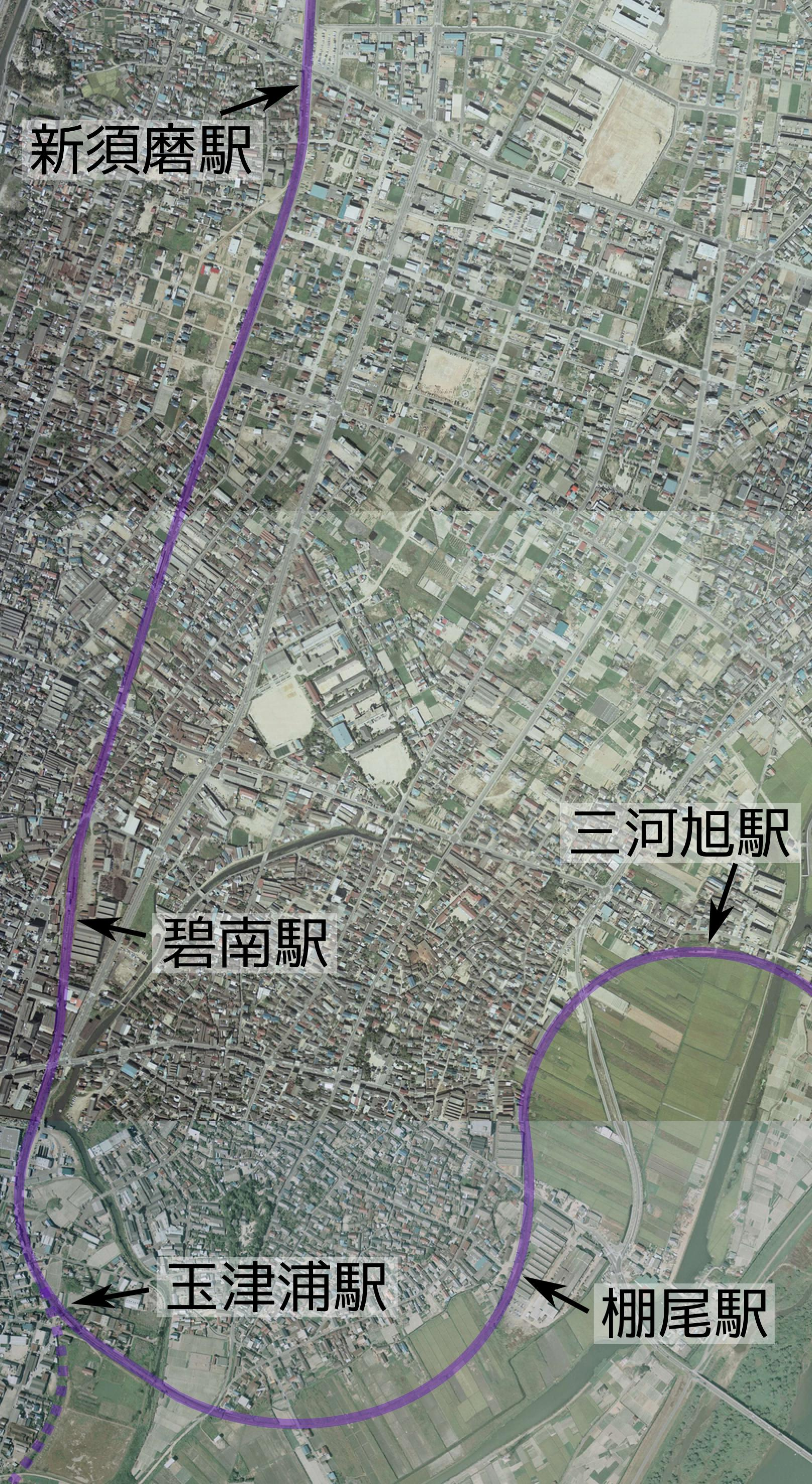
各站的位置（1977年）
。

- 1926年（大正15年）9月1日：隨著大濱港（後來改名為碧南）至神谷（後來改名為松木島）之間的鐵路線（當時名為三河鐵道）開通，此站啟用[3]。
- 1941年（昭和16年）6月1日：三河鐵道合併至名古屋鐵道。成為名古屋鐵道三河線的車站。
- 1965年（昭和40年）：廢除貨運業務[4]
- 1968年（昭和43年）12月20日：成為無人車站[5]。
- 1990年（平成2年）7月1日：廢除碧南至吉良吉田之間的電氣化設備[6]。開始使用鐵路巴士（KiHa20形（日语：名鉄キハ10形気動車））行走該路段[6]。
- 2004年（平成16年）4月1日：車站被廢除[3]。

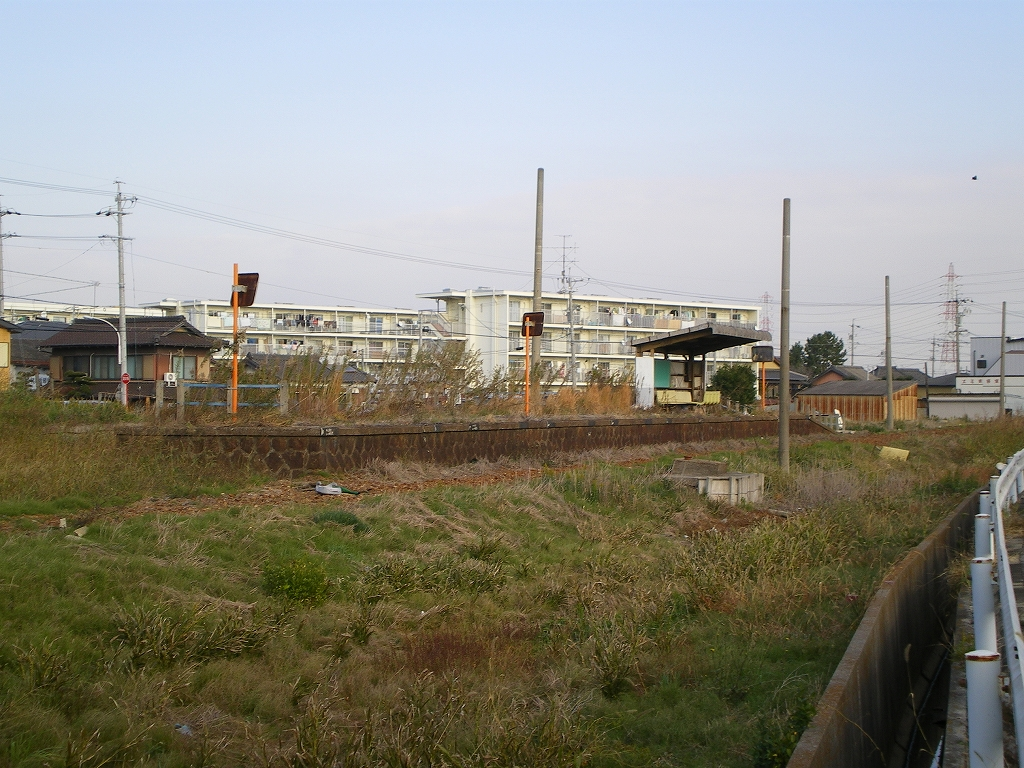
廢除後的三河旭站（2009年）
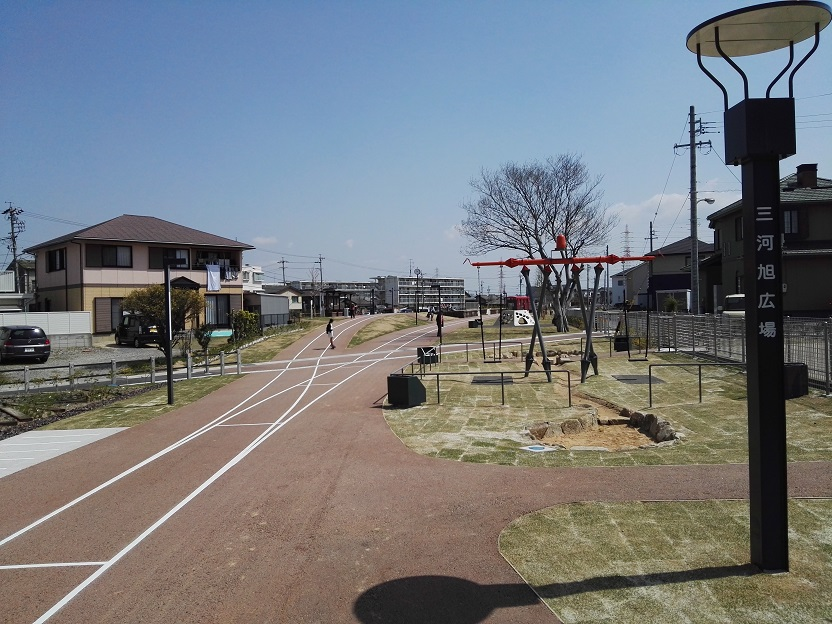
於碧南鐵路公園內的三河旭站遺址
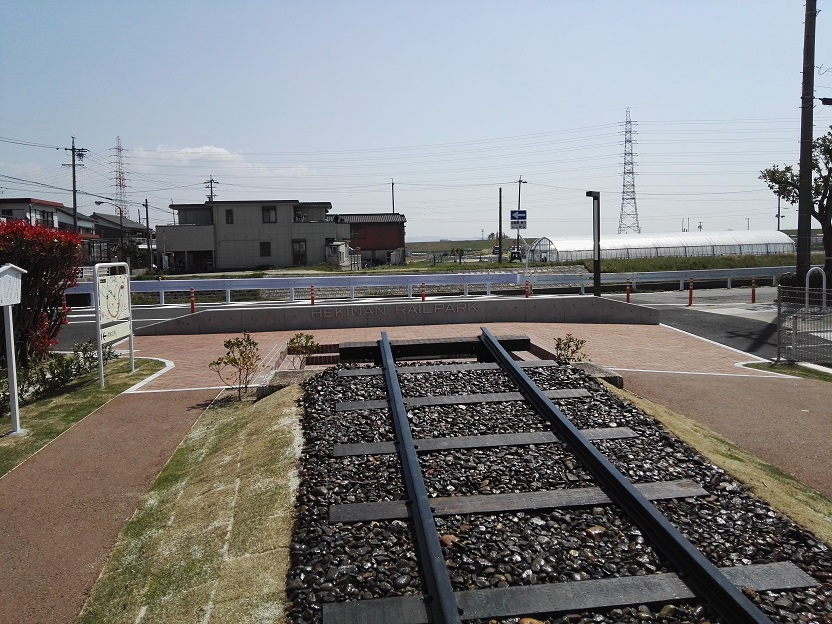
碧南鐵路公園末端（圖中可看見矢作川堤）

## 車站構造
車站是一座地面車站。設有1面1線的單式月台。曾經此站設有1面2線的島式月台。

### 配線圖
| ← 碧南方向      | 三河旭站 站內配線略圖 | → 吉良吉田方向 |
| 图例 参考文献： |                       |                |

## 使用狀況
- 在中提及在1992年度，當時1日平均上下車人次為148人，為除岐阜市內線均一車費區間內各站（岐阜市內線、田神線、美濃町線徹明町站至琴塚站之間）外名鐵所有車站（342站）中排名第325，三河線（38站）排名第36[8]。
- 在中提及在2003年度1日平均乘車人次為47人[9]。以下為2003年度前，1日平均乘車人次的列表：

| 年度   | 1日平均 乘車人次 |
| ------ | ---------------- |
| 1998年 | 52               |
| 1999年 | 47               |
| 2000年 | 38               |
| 2001年 | 38               |
| 2002年 | 41               |
| 2003年 | 47               |

## 車站周邊
- 碧南市立日進小學（日语：碧南市立日進小学校）
- 愛知縣道291號米津碧南線（日语：愛知県道291号米津碧南線）

## 相鄰車站
名古屋鐵道
三河線（廢除區間）
棚尾－三河旭－中畑

## 注腳
1. 1 2  新實守. . 鐵道畫刊 (電氣車研究會). 2006-01, 771: 133 （日语）.
2. ↑  新實守. . 鐵道畫刊 (電氣車研究會). 2006-01, 771: 134 （日语）.
3. 1 2  今尾恵介（監修）.  7 東海. 新潮社. 2008: 45. ISBN 978-4107900258 （日语）.
4. ↑  神谷力（編）. . 郷土文化社. 2000: 98. ISBN 978-4876701292 （日语）.
5. ↑  名古屋鉄道広報宣伝部（編）. . 名古屋鉄道. 1994: 870 （日语）.
6. 1 2  . 交通新聞 (交通新聞社). 1990-06-23: 1 （日语）.
7. ↑  電氣車研究會，《鐵道畫刊》通卷第473號 1986年12月 臨時增刊號 「特集 - 名古屋鐵道」，附圖「名古屋鐵道路線略圖」
8. ↑  名古屋鐵道廣報宣傳部（編）. . 名古屋鐵道. 1994: 651–653.
9. 1 2  平成17年度刊愛知県統計年鑑 第10章　運輸，通信 鉄道（JRを除く私鉄）駅別乗車人員 （页面存档备份，存于）（日語）
10. ↑  平成12年度刊愛知県統計年鑑 第10章　運輸，通信 鉄道（JRを除く私鉄）駅別乗車人員 （页面存档备份，存于）（日語）
11. ↑  平成13年度刊愛知県統計年鑑 第10章　運輸，通信 鉄道（JRを除く私鉄）駅別乗車人員 （页面存档备份，存于）（日語）
12. ↑  平成14年度刊愛知県統計年鑑 第10章　運輸，通信 鉄道（JRを除く私鉄）駅別乗車人員 （页面存档备份，存于）（日語）
13. ↑  平成15年度刊愛知県統計年鑑 第10章　運輸，通信 鉄道（JRを除く私鉄）駅別乗車人員 （页面存档备份，存于）（日語）
14. ↑  平成16年度刊愛知県統計年鑑 第10章　運輸，通信 鉄道（JRを除く私鉄）駅別乗車人員 （页面存档备份，存于）（日語）